# Agnès Merlet
Agnès Merlet (4 gennaio 1959) è una regista e sceneggiatrice francese.

## Filmografia

### Regista
- Le fils du requin (1993) - anche sceneggiatrice
- Artemisia - Passione estrema (Artemisia) (1997) - anche sceneggiatrice
- Dorothy Mills (2008) - anche sceneggiatrice
- Hideaways (2011)

## Riconoscimenti
- 1986 – Festival international du court métrage de Clermont-Ferrand
  - Prix de la presse a Poussière d'étoiles